# Grota św. Onufrego w Ułaszkowcach

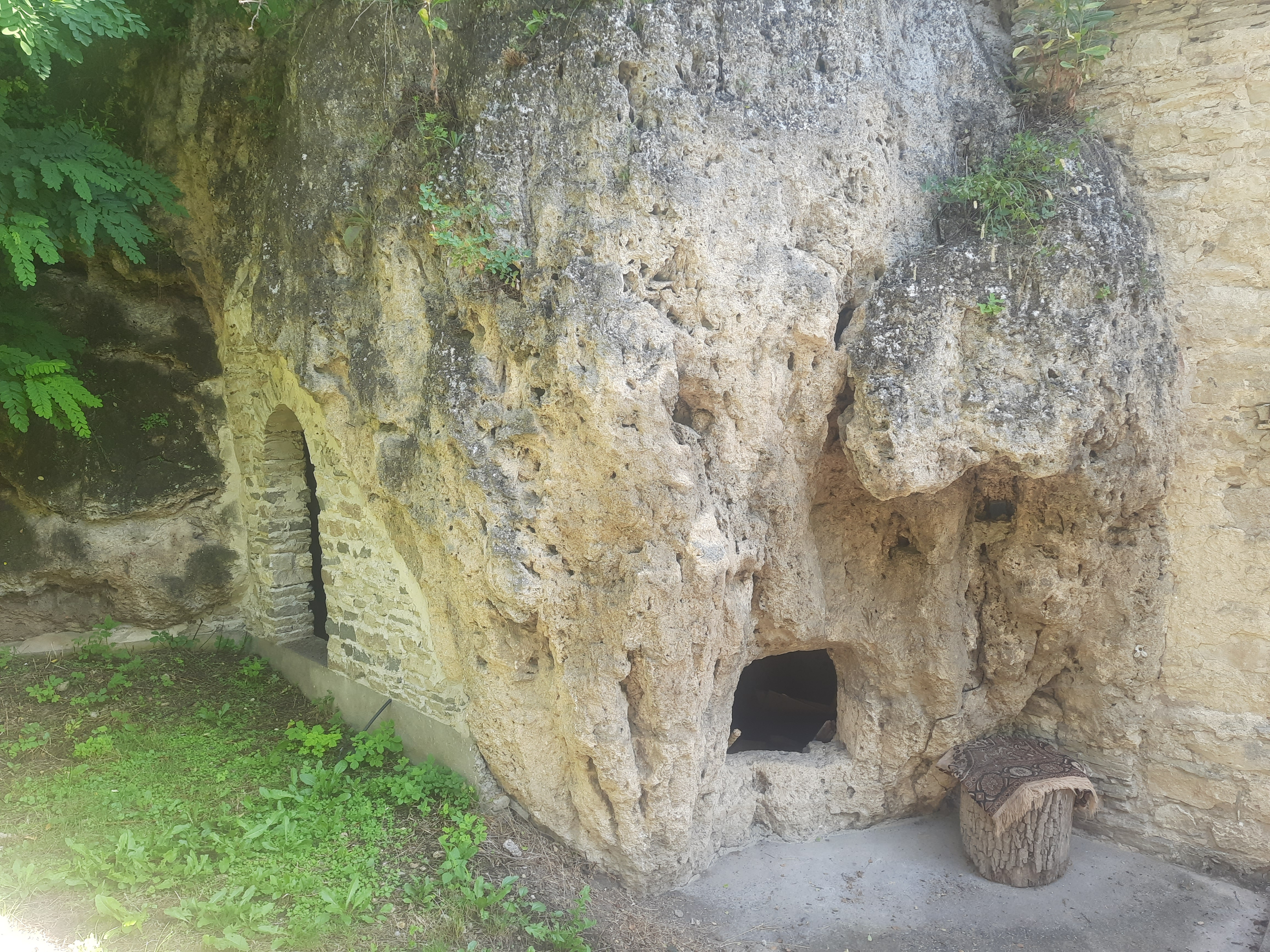
Grota św. Onufrego w Ułaszkowcach

Grota św. Onufrego – cenny i unikalny geologiczny zabytek przyrody, archeologii i historii lewego brzegu środkowego Dniestru. Znajduje się we wsi Ułaszkowcach w hromadzie Nagórzanka w rejonie czortkowskim w obwodzie tarnopolskim.

## Ogólne informacje
Znajduje się na zachodnich obrzeżach miejscowości, na pierwszym tarasie zalewowym prawego brzegu rzeki Seret, na skalistej trawertynowej półce góry 4 m poniżej jej szczytu (uroczysko Pid klasztorom), nad którym znajduje się klasztor ojców bazylianów). Północno-wschodnia część skalnej półki w wąwozie jest obmywana przez prawy brzeg nienazwanego potoku. Do groty można dotrzeć z północno-zachodniej części zbocza góry. Przed wejściem do groty znajduje się pochyły trójkątny płaskowyż powstały w wyniku akumulacji osadów deluwialnych.
Wzmianki o nim pojawiają się w publikacjach naukowych takich polskich i ukraińskich badaczy jak Mieczysław Orłowicz, Iwan Krypjakewycz, Bohdan Ridusz i innych, którzy donosili o istnieniu groty związanej z kultem świętego Onufrego.
W latach 2011–2012 grota została zbadana przez archeologa, speleologa, badacza starożytności, fortyfikacji i toponimii Wołodymyra Dobrianskiego. Podczas badań okazało się, że grota powstała w wapiennym tufie trawertynu. Takie formacje geologiczne nie występują w warunkach morskich, ale kontynentalnych. Zgodnie z główną klasą morfologiczną, grota ta powstała kaskadowo w wyniku narastania trawertynu, w którym zachodził proces jego krasowienia – później na procesy formowania się skały trawertynowej i groty wpłynęło wietrzenie i erozja wodna.
Ustalono, że 70 metrów na północ od groty, w zboczu wąwozu, z którego wypływa źródło (w jego pobliżu znajduje się figura św. Jana Chrzciciela), znaleziono krzemienną podłużno-piramidalną płytkę wykonaną przez odłupanie nukleos. Narzędzie to datowane jest na okres późnego paleolitu-mezolitu.
Wiosną 2013 r. Wołodymyr Dobrianski odkrył i zbadał wielowarstwową osadę 250–300 m na zachód od groty, znajdującą się na przedmieściach wsi, która nosi toponimiczną nazwę Chatky. Znajduje się ona na trójkątnym cyplu w pobliżu głębokich zboczy stromego brzegu prawego brzegu rzeki Seret. Podczas badań stwierdzono, że osada została całkowicie zniszczona przez nowoczesne budynki. Niestety, warstwa kulturowa została odnaleziona jedynie w prywatnych ogrodach położonych wzdłuż zboczy wąwozu. Odkryto tu, zbadano i przebadano zabytki kultury trypolskiej, komarowskiej i goligradzkiej.
Najprawdopodobniej w czasach przedchrześcijańskich istniało tu pogańskie sanktuarium, o którego istnieniu świadczy zachowany wapienny menhir, który został tu specjalnie przywieziony z daleka. Leży on na północ od groty w górnej części trawertynowej skały, w pobliżu której wypływa źródło. Na miejscu menhiru znajduje się obecnie zbiornik wodny i posąg Jana Chrzciciela. Później, mniej więcej w XV-XVI wieku, na miejscu tego sanktuarium pojawiła się chrześcijańska świątynia, dlatego ta mała trawertynowa grota jest prekursorem i początkiem chrześcijańskiego monastycznego życia monastycznego, które rozwijało się i kształtowało we wsi Ułaszkiwce przez kilka stuleci. Jego funkcjonalnym celem jest pustelnia, a wyznawcy tej doktryny ucieleśniają praktykę hermetyzmu. Zjawisko to jest również ucieleśnione w obrządku greckokatolickim w Podnistrowiu, który jest wyjątkowy w przestrzeni kulturowej świata katolickiego, ponieważ jest związany z kultem św. Onufrego Wielkiego. Dlatego twierdzimy, że jest to wyjątkowy region, który nie ma odpowiedników nie tylko na Ukrainie, ale także w innych krajach sąsiednich i za granicą. Filozofia hezychazmu była również obecna w życiu codziennym, architekturze i innych przejawach życia kulturalnego lewobrzeżnej części Środkowego Dniestru i Galicji w XVI-XIX wieku.